# داویت گریگوریان (سیاست‌مدار)
داویت گریگوریان (انگلیسی: David Krikorian؛ زادهٔ ۱۹ نوامبر ۱۹۶۸) کارآفرین و سیاستمدار ارمنی‌تبار اهل ایالات متحده آمریکا است وی به عنوان نامزد مستقل و دموکرات برای حوزه انتخابیه دوم اوهایو در چندین انتخابات رقابت نمود.

## زندگی‌نامه
وی در ۱۹ نوامبر ۱۹۶۸ در رود آیلند به دنیا آمد و بزرگ شد. وی با مدرک بی‌ای در رشته علم اقتصاد و در رشته دانش مالی از دانشگاه بنتلی و مدرک مدیریت ارشد کسب‌وکار از دانشگاه سینسینتی فارغ‌التحصیل گشت. داویت و همسرش الینا گریگوریان صاحب سه فرزند هستند. 